# Digital Detox

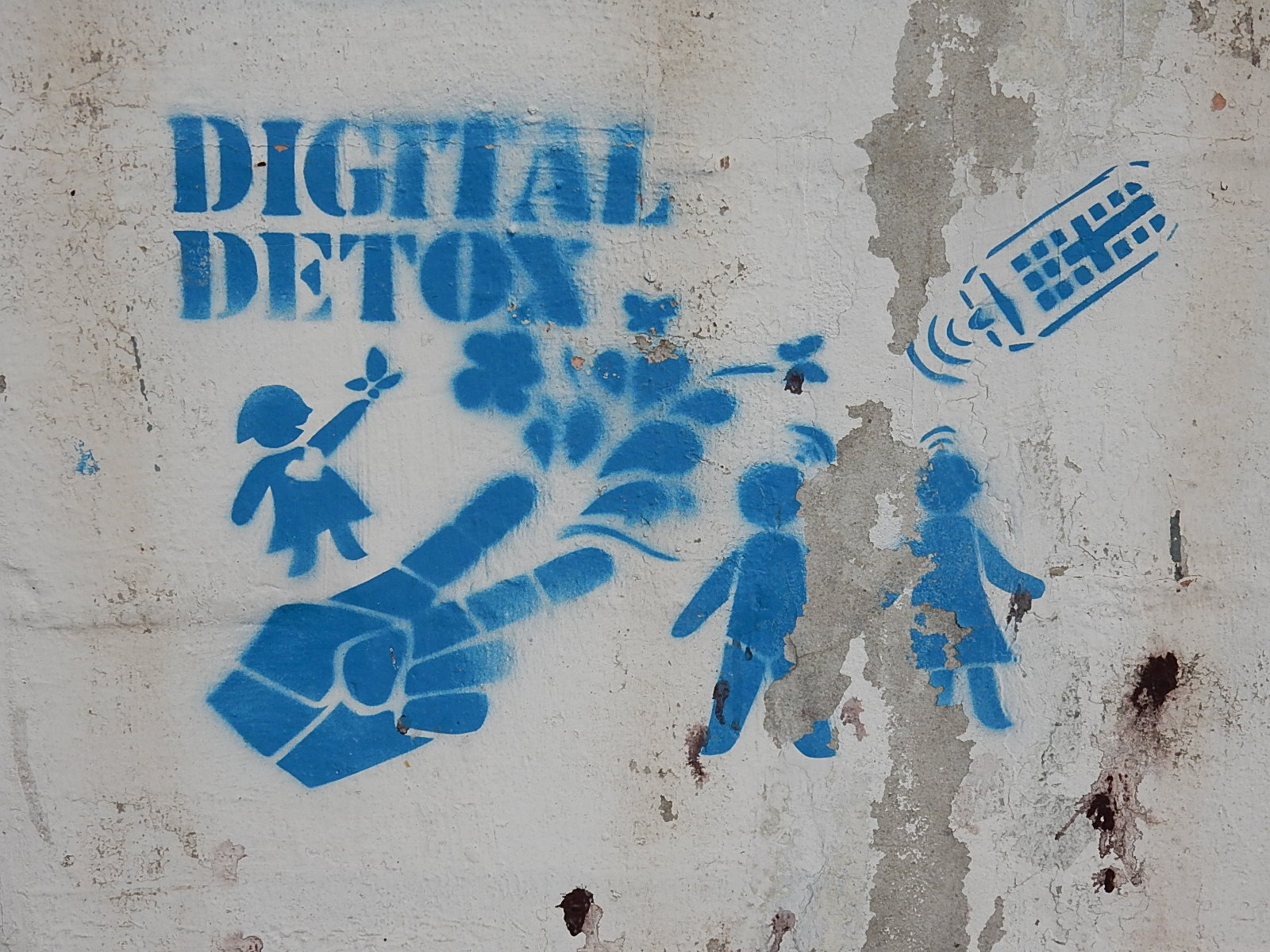
Graffito in Bangkok

Digital Detox (dɪdʒ.ɪ.təl ˈdiː.tɒks, englisch für digitale Entgiftung) bezeichnet einen teilweisen oder kompletten Verzicht der Nutzung digitaler Medien für einen eingeschränkten Zeitraum. Ziel ist es, sich der digitalen Vernetzung und der ständigen Erreichbarkeit zu entziehen.
Mit Hilfe von Digital Detox soll Stress reduziert und die Aufmerksamkeit wieder vermehrt der realen Welt zugewandt werden. Digital Detox ist ein Trend der letzten Jahre und Bestandteil weiterer umfassenderer Trends wie z. B. Dopamin-Fasten und freiwilliger Einfachheit, die nicht nur digitalen Medien, sondern der gesamten heutigen Reizüberflutung etwas entgegensetzen möchten.
2022 gaben bei einer repräsentativen Umfrage in Deutschland 41 % der Befragten an, schon einmal einen Digital Detox gemacht zu haben.

## Begriffsherkunft
Der Begriff Detox (von englisch detoxification ‚Entgiftung‘) wird innerhalb der Alternativmedizin als Synonym für Entschlackung verwendet.

## Ursprung Internetabhängigkeit
Das Informationszeitalter hat mit der digitalen Revolution, und insbesondere dem Verwenden von Sozialen Medien, auch zum Entstehen neuer Abhängigkeitssymptome geführt. Dieses oft als Internetabhängigkeit bezeichnete Phänomen kann mit Entzugserscheinungen einhergehen wie die Ängstlichkeit, Gereiztheit oder Traurigkeit, die auftreten, wenn das Internet plötzlich nicht mehr zur Verfügung steht. Die extensive Nutzung beeinträchtigt in fortgeschrittenen Stadien auch die Arbeitsfähigkeit und soziale Kompetenzen.
Die Begriffe Handyabhängigkeit und Internetabhängigkeit bezeichnen die suchtartige Nutzung von Smartphones bzw. des Internets. Seit Juni 2018 wird Onlinespiel-Sucht von der WHO als Krankheit geführt, diese stellt aber nur einen relativ kleinen Sektor des Überbegriffs dar. Internetabhängigkeit wird allgemein als pathologische bzw. zwanghafte Nutzung des Internets definiert. In der Fachwelt wird heftig darüber diskutiert, ob es sich um eine eigenständige Erkrankung handelt oder die Symptomatik von einer anderen Grunderkrankung herrührt, ob es sich um eine Störung der Impulskontrolle, eine Zwangsstörung oder doch eine substanzungebundene Abhängigkeit handelt. Die fehlende Definition und Standardisierung war bislang das Haupthindernis zur Bildung eines neuen Krankheitsbegriffes samt der begleitenden Behandlungsnotwendigkeit und der Bereitstellung der Ressourcen.
Untersuchungen zeigen, dass der durchschnittliche Nutzer im Schnitt alle 12 Minuten zum Mobiltelefon greift und rund 80 Mal am Tag sein Handy entsperrt. Dabei ist ein achtstündiges Zeitfenster als Schlafphase berücksichtigt. Der Informatiker Alexander Markowetz von der Universität Bonn wertete die Nutzungsdaten von insgesamt 60.000 Menschen aus. Laut seinen Ergebnissen verbrachten die Probanden durchschnittlich zweieinhalb Stunden täglich am Handy. Mit der erhöhten Nutzung digitaler Medien geht eine sinkende Konzentrationsfähigkeit einher. Diese beträgt vielfach nur mehr acht Sekunden je Thema.

## Ursachen extensiver Nutzung digitaler Medien

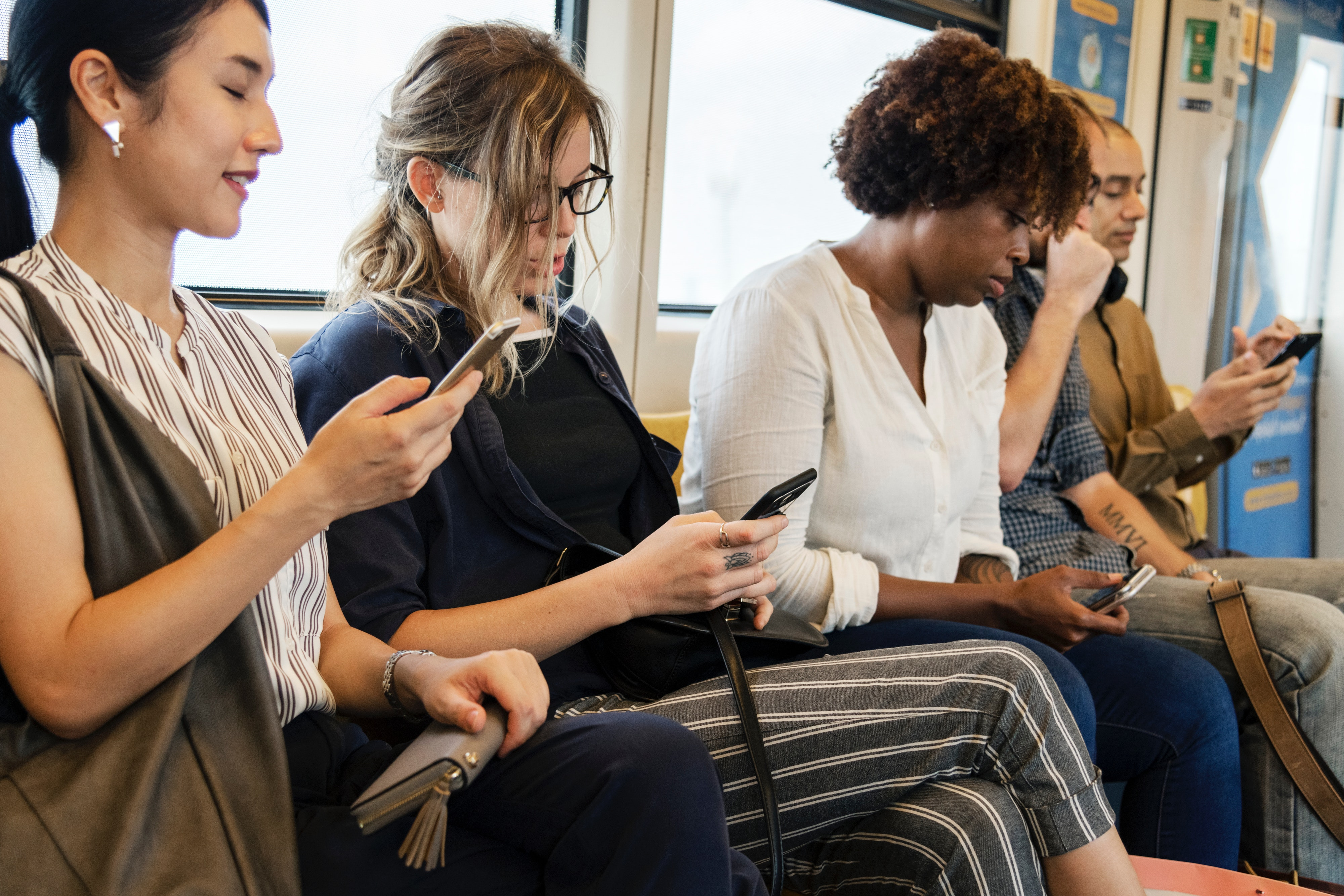
Digitale Nutzung erfolgt heute rund um die Uhr und de facto überall

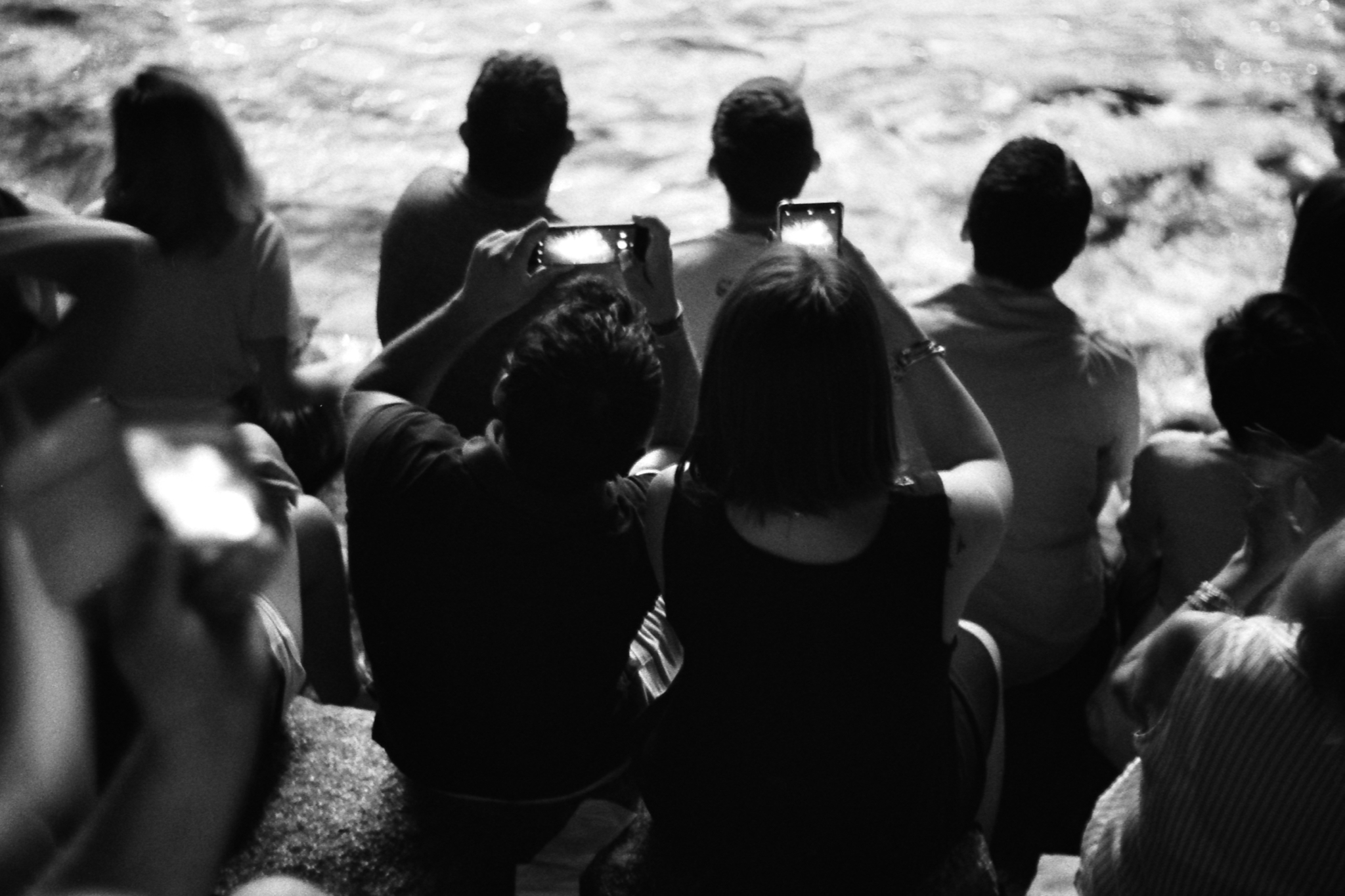
Viele Ereignisse werden nur mehr in digitalisierter Darstellung wahrgenommen

Drei Voraussetzungen digitaler Medien können eine extensive Nutzung bedingen: Die ersten beiden Voraussetzungen sind der erstens ständige und zweitens ortsunabhängige Internetzugang. Dadurch steht eine übermäßige Menge an Informationen zur Verfügung. Die dritte Voraussetzung liegt in der Schnelligkeit der digitalen Medien. Neue Benachrichtigungen und interaktive Nutzung führen dazu, dass mehr Zeit und Aufmerksamkeit in die Nutzung fließt.
Viele Unternehmen nutzen Strategien der Kundenbindung, um zur längeren Nutzung digitaler Medien wie Apps zu bewegen. Sean Parker, US-amerikanischer Internet-Unternehmer, Mitbegründer von Napster, Plaxo und Causes, Berater der Meta Platforms (vormals Facebook Inc.), gab unverblümt bekannt: „Die Motivation bei der Entwicklung der frühen Applikationen […] war: Wie können wir so viel Zeit und Aufmerksamkeit der Nutzer wie möglich bekommen.“ Ebenso wurden im Fernsehen spezielle Formate entwickelt, die die Zuseher bei der Stange halten und möglichst hohe Quoten erzielen sollen.

## Methoden zum bewussteren Umgang mit digitalen Medien

### Reduktion des Konsums
Die im November 2017 von der Süddeutschen Zeitung und vom Tages-Anzeiger veröffentlichten Sieben Tipps zur digitalen Entgiftung wurden oftmals zitiert und werden von Fachleuten als praktikabel eingestuft:
1. Dienste auslagern, beispielsweise Uhr, Wecker, Taschenlampe, Landkarte
2. Weniger Apps, mehr Browser, denn Apps erwecken mit Push-Nachrichten fortwährend Aufmerksamkeit
3. Digital-Detox-Apps, als erster Schritt zur Selbstkontrolle, informieren über die tägliche Nutzungsdauer
4. Soziale Normen ansprechen, nicht umgehend auf Fragen antworten und die Verhaltensänderung auch kommunizieren
5. Smartphone-freie Zeit, als erster Bruch mit dem Prinzip der ständigen Erreichbarkeit
6. Smartphone-freie Räume, besonders wichtig in Familien mit Kleinkindern, um permanente Ablenkung zu unterbinden.
7. Flugmodus, Ausschalten, um Zeiten ohne eingehende Nachrichten zu schaffen.

### Ortswechsel als Ausstiegshilfe
Ortsveränderung und ein geschlossenes Setting, insbesondere durch Reisen, sind zur Unterstützung des Entzugs bei Digital Detox – wie bei nahezu allen Suchterkrankungen – erfolgversprechende Angebote. Reisebuchverlage wie der Reisedepeschen Verlag setzten gezielt auf Publikationen, die bewusstes und nachhaltiges Reisen ohne Smartphone ermöglichen.
Klosteraufenthalte und spirituelle Retreats beinhalten in der Regel auch einen Digital Detox, teilweise gelten dort von den Veranstaltern vorgeschriebene Smartphone-Verbote. Seit 2013 werden in den USA, seit 2015 auch in Deutschland ähnliche Ferienlager ohne Spiritualitätsbezug für Erwachsene angeboten. Das Wall Street Journal prägte für diese den Begriff Digital Detox Camps. Mittels Gemeinschaftsspielen, Tanzabenden, Workshops, Nachtwanderungen und Talentshows, aber auch mittels Entspannungstechniken, Yoga und gesunder Ernährung soll der Entzug von technischen Geräten erleichtert werden. Inzwischen gibt es bereits Reisebüros, die sich auf diesen Bereich spezialisieren und eine breite Palette von Kuren – von den Alpen bis Madeira – anbieten. Als Erfinder der DD-Kuren gelten die US-Amerikaner Levi Felix und Brooke Dean, beide aus dem Silicon Valley.
Auch in der Wellness-Branche findet Digital Detox eine immer größere Beachtung. Hier geht die Entwicklung von smartphonefreien Spa-Bereichen bis hin zu spezialisierten Digital Detox Packages in Wellnesshotels. Dies lässt sich auch mit der großen Nachfrage der Urlauber erklären, da eine Mehrheit der Gäste angibt, im Wellnesshotel keine mobilen Endgeräte nutzen zu wollen.

### Hilfe von Dritten
Zahlreiche Coaches, Psychologen und Psychotherapeuten haben spezifische Angebote entwickelt, die jedoch einerseits Problembewusstsein voraussetzen, andererseits den Wunsch der Veränderung. David Greenfield gründete das Center for Internet and Technology Addiction in West Hartford, Connecticut.
Manche Unternehmen setzen verschiedene Strategien ein, ihre Beschäftigten zur reduzierten oder reflektierteren Nutzung digitaler Medien zu bringen, mit dem Ziel, deren Leistungsfähigkeit zu steigern.

## Day of Unplugging
Bereits im Jahr 2009 wurde erstmals der Day of Unplugging („Tag des Aussteckens“) gefeiert. Er wird seither jährlich am ersten Freitag im März begangen.